# Василь Гостський
Василь Гостський (д/н–бл. 1529) — український шляхтич часів Великого князівства Литовського.

## Життєпис
Походив зі шляхетського роду Гостських гербу Кирдій. Син Богдана Гостського, луцького чашника. Вперше письмово згадується 1522 року, коли судився перед великим князем Сигізмундом I і панами-радами з князями Корецькими. На той час його батько був вже мертвий.
Згодом служив дворянином господарським. 1527 року виконував доручення великого князя ув'язати Федіра Санґушка в деякі надані йому на Волині маєтності. Остання згадка про Василя відноситься до 1529 року, де його вказано в «попису» Литовському.

## Родина
- Ярофій (д/н — не раніше 1561), земський луцький суддя
- Гаврило (д/н — після 1545)